# Jánossy Képtár
A Jánossy Képtár (korábban: Városi Képtár Balassagyarmat) Balassagyarmat belvárosában helyezkedik el, otthont adva a helyi művészek alkotásait magába foglaló tárlatoknak.

## Története
A képtár létrejötte dr. Kelemen István és Halmai László nevéhez fűződik, akik közösen 1974-ben létrehozták a gyűjtemény alapjait, erre a fedezet a Műcsarnok ajándéka, illetve a város által 1968-tól beruházások után félretett „egyezrelékes műtárgyadó” volt. A képtár első kiállítása 1975. augusztus 20-án nyitott meg a Vármegyeházán, ekkor 29 művész 36 munkája volt látható, a teljes gyűjtemény pedig 62 műtárgyból állt. A kiállítás 1978-ban raktárba került, az újranyitására csak a rendszerváltás után, 1991-ben került sor az Ipoly Szállóhoz kertjében álló egykori, megüresedett kaszinó épületében. A második állandó kiállítást Csemniczky Zoltán rendezte, a megnyitón beszédet mondott dr. Bereczky Lóránd, a Magyar Nemzeti Galéria igazgatója. Ekkor már 46 művész 103 munkája lett kiállítva, a gyűjtemény pedig elérte a 216 darabot, ami a következő 24 évben adományokból 402 műtárgyra gyarapodott. 2015-ben az otthont adó épület felújítása miatt a kiállított tárgyakat a Vármegyeházán raktározták el, a munkálatok végezte, és visszaköltözés után a képtár felvette Jánossy Ferenc festőművész nevét.

## Az épület
Az épületet Magos Dezső építette a saját tervei alapján a Rák-szálló (ma Ipoly Szálló) kertjében úri kaszinóként 1913-ban. Az kaszinó épületébe 1945-ben a Magyar Kommunista Párt, 1952-ben a Járási Könyvtár költözött be. Ekkor építették be az eredetileg tágas, fedett terasz, valamint alakították át a nyugati ablaksort. Az 1956-os forradalom a könyvtár átköltözött a Járási Tanács épületébe költöztették, helyén az Magyar Szocialista Munkáspárt székháza kapott helyet 1972-ig, amikor az épületbe ismét beköltöztették a könyvtárat. A könyvtárat 1989-ben átköltöztették, immáron a végleges helyére. A megüresedett épületben 1991-ben nyílt meg a képtár. 2015-ben Európai Unió támogatásával, Karaba Tamás tervei alapján korhűen felújították.

## A névadó
Jánossy Ferenc 1926-ban született, Budapesten, értelmiségi polgárcsalád leszármazottjaként. Tizenhét éves korában Nagybányán, Gallé Tibor iskolájában tanult, 1945 és 1950 között a Képzőművészeti Főiskola hallgatója volt, ahol mesterei Szőnyi István, Kmetty János és Fónyi Géza voltak. Az 1956-os forradalom után Bázelbe emigrált, itt is dolgozott 1963-ig. Emigrációja alatt kiállításokat is szervezett Bázelen kívül Zürichben, Genfben, Szabadfaluban és Luzernben. 1963-ban hazatért Budapestre, egy évvel rá Balassagyarmatra költözött, 1983-ig itt is élt, amikor elérte a halál.

## Külső hivatkozások
- A Jánossy Képtár honlapja
- Jánossy Képtár a Facebookon
- Mikszáth Kálmán Művelődési Központ intézményei
- műemlékem.hu: Városi képtár, volt Casino